# Joanna Chmielewska
Joanna Chmielewska, (rigtigt navn: Irena Kühn), (født 2. april 1932 i Warszawa, død 7. oktober 2013) var en populær polsk forfatterinde af satiriske kriminalromaner.
Chmielewska var uddannet ingeniør-arkitekt ved Politechnika Warszawska, og har tegnet nogle kendte bygninger i Warszawa. Med prosa debuterede hun i 1958 i bladet "Kultura i Życie" (da. Kultur og livet); hendes første bog udkom i 1964.
Chmielewskas romaners handling foregår ofte i Danmark, hvor hun havde en veninde, og hvor hun arbejdede nogle måneder som arkitekt.

## Ekstern henvisning
- Joanna Chmielewska Arkiveret 15. september 2008 hos  Wayback Machine